# Volejbol'nyj klub MGTU Moskva
Il Volejbol'nyj Klub MGTU Moskva è una società pallavolistica maschile russa con sede a Mosca: milita in Visšaja Liga A.

## Storia della società
La società viene fondata nel 1954 all'interno dell'università tecnica statale moscovita N. Ė. Bauman e ottiene subito risultati apprezzabili, sia a livello giovanile che seniores, con buoni piazzamenti in campionato e diversi giocatori ceduti alla nazionale dell'Unione Sovietica. Il primo trofeo in assoluto è la Coppa dell'Unione Sovietica, conquistata nel 1972, risultato ripetuto nel 1981.
Nel 1992 il club entra a far parte del neonato campionato russo, esordendo con un secondo posto. Dopo essere retrocesso fino al terzo livello, ottiene una rapida risalita diventando campione di Russia 2000-01; in Champions League non va oltre i quarti di finale nelle due annate successive. Nel 2004-05 retrocede nuovamente in seconda divisione.

## Rosa 2014-2015
| N° | Nome                 | Ruolo | Data di nascita | Nazionalità sportiva |
| -- | -------------------- | ----- | --------------- | -------------------- |
| -  | Ûrij Nečuškin        | All   | ?               | Russia               |
| 1  | Ûrij Tûtin           | P     | 1985            | Russia               |
| 2  | Denis Šenkel'        | S     | 1995            | Russia               |
| 3  | Ivan Trunin          | L     | 1993            | Russia               |
| 4  | Andrej Čuprin        | L     | 1992            | Russia               |
| 5  | Vitalj Mel'nikov     | S/O   | 1989            | Russia               |
| 7  | Ivan Âkovlev         | C     | 1995            | Russia               |
| 8  | Alexandr Abakšin     | C     | 1988            | Russia               |
| 9  | Viktor Kirilin       | P     | 1991            | Russia               |
| 10 | Česlav Sventickis    | P     | 1993            | Russia               |
| 11 | Roman Vidčenko       | C     | 1987            | Russia               |
| 12 | Denis Ûr'ev          | S     | 1987            | Russia               |
| 13 | Aleksandr Sadakov    | C     | 1986            | Russia               |
| 14 | Daniil Geleverov     | S     | 1995            | Russia               |
| 17 | Artëm Šibaev         | S/O   | 1990            | Russia               |
| 18 | Aleksej Tert'ìšnikov | S     | 1993            | Russia               |

## Palmarès
- Campionato russo: 1

2000-01
- Coppa dell'Unione Sovietica: 1

1972, 1981